# Оружане снаге Грчке
Хеленске оружане снаге (грч. Eλληνικές Ένοπλες Δυνάμεις) се састоје од:
- Грчка копнена војска
- Грчка ратна морнарица
- Грчко ратно ваздухопловство

Цивилну надлежност над грчком војском има Министарство народне одбране.
Грчка има обавезан војни рок за мушкарце. Жене могу служити у грчкој војсци, али не могу бити регрутоване.
Грчка је чланица НАТО-а.

## Историја

### Први светски рат
У фебруару 1821. године Грчка се побунила против Османског царства, и 3. фебруара 1830. изборила независност. У јулу 1914. године Грчка, под краљем Константином I, имала је 4.733.013 становника, Грка, Турака и македонских Словена, и покривала је 115.926 km² садашње Грчке, без западне Тракије (тада у Бугарској) и Додеканеских острва (под Италијом).
Константин I је био врховни командант Грчке војске (Ellinikos Stratos) која је била организована у Активну армију првопозиваца, људи узраста 21-23 године; Резервну армију другог позива, људи узраста 23-44 године и Резервну армију трећег позива, људи старости 45-52 године. Гарнизонска артиљерија, инжињерски и пукови везе, као и понтонски, железнички и батаљони транспортних камиона, били су под директном командом армијских штабова.
Грчка је била подељена у пет војних области у којима се регрутовао армијски корпус (1-5, Грци су их означавали А-Е, мада је 5. корпус само делимично био попуњен) са 14 дивизија. Корпус је имао коњички пук са 480 људи (5. корпус је имао батаљон), који се састојао од четири ескадрона са 120 људи; пук пољске артиљерије са четири батаљона (5. корпус три) по три батерије са 153 војника; инжињеријски пук са шест чета (5. корпус батаљон са четири чете); транспортни батаљон од три чете (5. корпус две); медицински батаљон; и од две до три дивизије. Дивизија (у основи пешадијска) је имала три (5. корпус два) пешадијска пука и пук евзона (Evzone), сваки са три пешадијска батаљона од 1.045 људи, у којима је било по четири стрељачке чете од 253 војника и вод митраљезаца; и батаљон брдске артиљерије (три батерије по 103 војника). Постојало је 43 пешадијска пука - 33 линијска, 5 елитних евзонских и 3 критска пука.
Краљевска морнарица (Vasilikon Ndftikon) је имала снажне мада застареле снаге -пет бојних бродова, оклопни крсташ, лаку крстарицу, 14 разарача, 14 торпедних чамаца и две подморнице. Армијске ваздухопловне снаге (Ellinikis Polemikis Aeroporias) су оформљене у септембру 1912. године и имале су три ескадриле. Постојала је и жандармерија (Elliniki Chorofilaki) која је бројала 16 пешадијских чета и три коњичка ескадрона.
Велики рат је поделио Грчку на две фракције - неутралистичку, коју је водио краљ Константин и врховна команда војске, која није желела да уђе у рат, и странку коју је предводио премијер Елефтериос Венизелос, која је желела да се придружи Антанти. Венизелос је предложио 5. марта 1915. да се пошаљу трупе на Дарданеле, али је краљ Константин I ставио вето и тако прекорачио своја уставна овлашћења. Ово је навело Венизелоса да поднесе оставку чиме је отворена уставна криза - „национална шизма“. Према српско-грчком споразуму од 13. маја 1913. године, Венизелос је мобилисао Грчку војску у септембру 1915. године и дозволио 5. октобра искрцавање Источне армије у Солун. Бугарска је објавила рат Грчкој 14. октобра 1915. године, али Константинова истрајност у неутралности је довела до понижавајуће предаје 4. корпуса у источној Македонији 18. септембра 1916. У међувремену, 30. августа 1916, пуковник Зимбракакис је у Солуну, уз подршку Антанте, извео државни удар, а 29. септембра Венизелос оснива привремену владу, и објављује рат Централним силама 23. новембра. У септембру 1916. године генерал-мајор Зимбракис оснива Националну одбрамбену армију (касније корпус) од 60.000 добровољаца. Они су формирали пешадијске дивизије Arkhipelagos, Kritis, Seres и Kiklddes kai lonia, које су добиле имена према областима одакле потичу добровољци, и прве три су се бориле од децембра 1916. године на Македонском фронту.
Снаге Антанте су 10. октобра 1916. године присвојиле грчку морнарицу и блокирали већи део Грчке како би извршили притисак на Константина. Међутим, упад савезника у Тесалију је била кап која је прелила чашу, и краљ је добровољно отишао у изгнанство 12. јуна 1917. године. Грчка, под премијером Венизелосом, објављује рат Централним силама 27. јуна 1917. и морнарица јој бива враћена. До јула 1918. године на Македонском фронту је било 250.000 људи у седам дивизија - 1. корпус (1, 2. и 23. пеш. див.) у источној Македонији; 2. корпус (3, 4. и 14. пеш. див.) у Дојранском сектору и 9. пешадијска дивизија. Ове су се трупе истакле у борбама током последња три месеца рата и тако поправиле репутацију коју је Грчка имала у очима Антанте.